# 阿里斯托斯·卡斯米羅格羅
阿里斯托斯·卡斯米羅格羅是希腊法理学家和阿索斯山自治修道院州的总督。

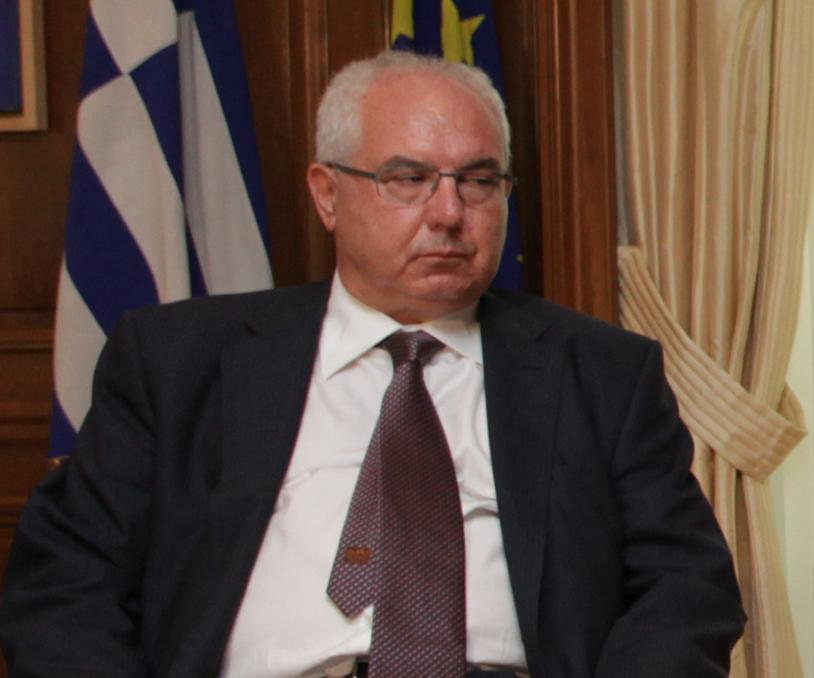
阿里斯托斯·卡斯米羅格羅

## 生平
阿里斯托斯·卡斯米羅格羅生于雅典的一个从安那托利亚移民来的家庭。他毕业于雅典大学，曾担任过雅典供水和排水公司的董事长和“阿索斯山的朋友”（Friends of Mount Athos）的协会成员。
1996年，他担任阿索斯山自治修道院州的副总督。
1999-2004年，他担任希腊教会广播电台的主管，同时加入了新闻委员会。
2010年4月29日，担任阿索斯山自治修道院州总督。